# 옥산초등학교 금계분교
옥산초등학교 금계분교는 대한민국 충청북도 청주시 흥덕구 옥산면 금계길 35 (금계리)에 있었던 분교이다.

## 변천
- 1936년 6월 27일 옥산공립보통학교 부설 금계간이학교 개교
- 1943년 4월 1일 금계공립국민학교로 승격
- 1966년 3월 10일 호죽분교장 개교
- 1968년 9월 1일 호죽국민학교 분리
- 1985년 9월 1일 병설유치원 개원
- 1995년 2월 15일 제47회 졸업식(4명, 총 2436명)
- 1995년 3월 1일 병설유치원 폐원
- 1996년 2월 16일 제48회 졸업식(14명, 총 2450명)
- 1996년 3월 1일 옥산초등학교 금계분교로 격하
- 1998년 3월 1일 본교로 통폐합